# Hrázský rybník
Hrázský rybník, nazývaný někdy Mlýnským rybníkem, byl jedním z rybníků z soustavy Holanských rybníků v jižní části okresu Česká Lípa. Byl využíván k rybolovu.

## Umístění a parametry

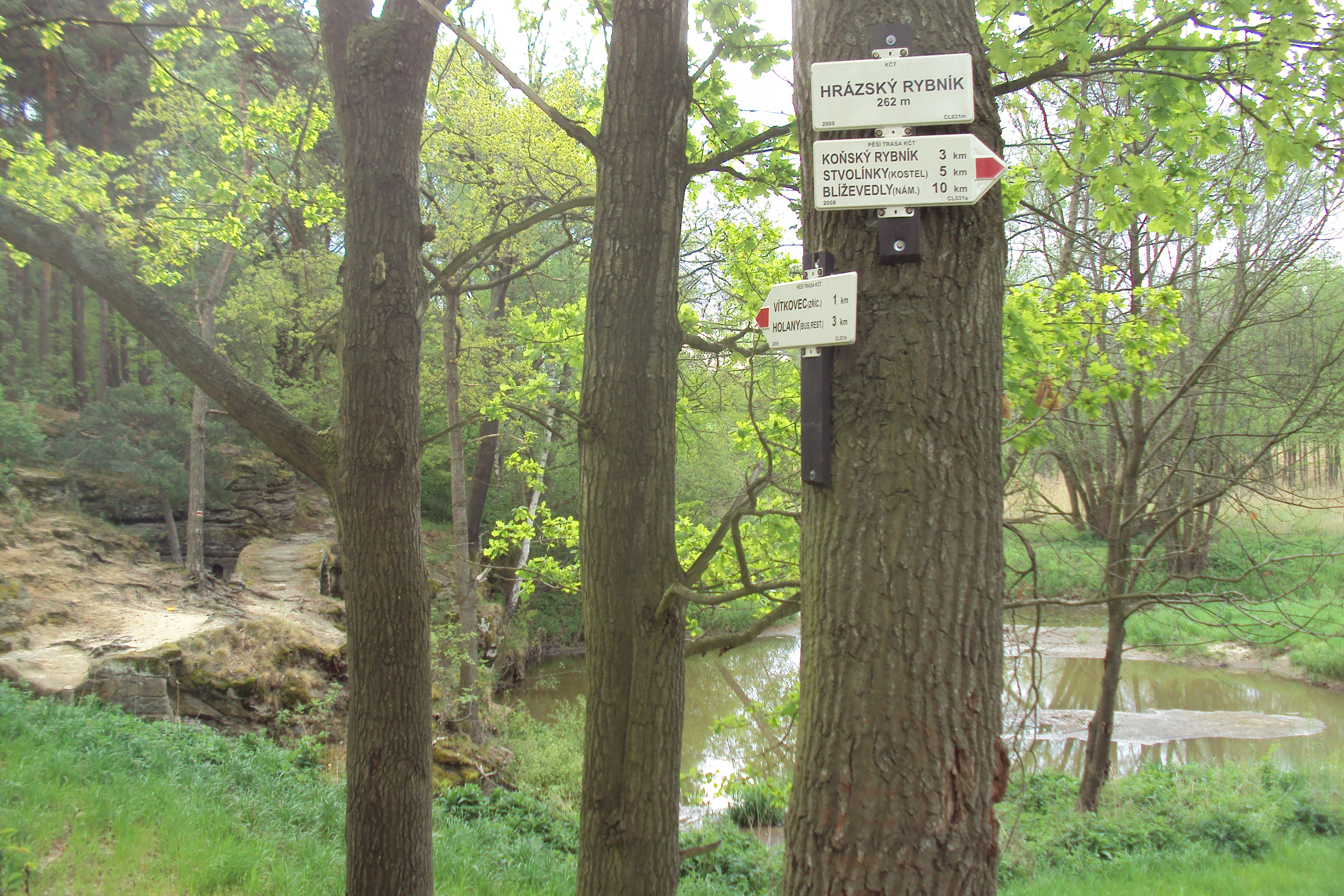
Rozcestník u hráze poblíž starého kamenného mostku

Celá soustava středověkých původně 23 Holanských rybníků je napájena hlavně od západu tekoucího Bobřího potoka, který nakonec napájí Novozámecký rybník. V soustavě Holanských rybníků je Hrázský zhruba uprostřed na katastru obce Stvolínky. Blízko něj je velký Dolanský rybník, nedaleko Milčanský rybník. Soustava je geomorfologické součásti Dokeské pahorkatiny (a ta částí Ralské pahorkatiny). Od České Lípy je vzdálen 7,5 km.
Hrázský rybník má plochu 13 ha v nadmořské výšce 262 m n. m. Mál nepravidelný, šneku podobný tvar. Břehy jsou porostlé stromy. Je rybníkem průtočným, který je napájený kanálem z Bobřího potoka a jako chovný určen k chovu ryb.

## Cestovní ruch
Přes hráz rybníka vede červeně značená turistická cesta od Holan směrem na Stvolínky a Blíževedly.

Na jih a jihozápad od sousedního Dolanského rybníka, který se nachází již na území CHKO Kokořínsko - Máchův kraj (Hrázský rybník leží mimo tuto chráněnou oblast), se tyčí výrazné kopce Vlhošť (přírodní rezervace) a Ronov, jehož vrcholové partie jsou chráněny jako přírodní památka 

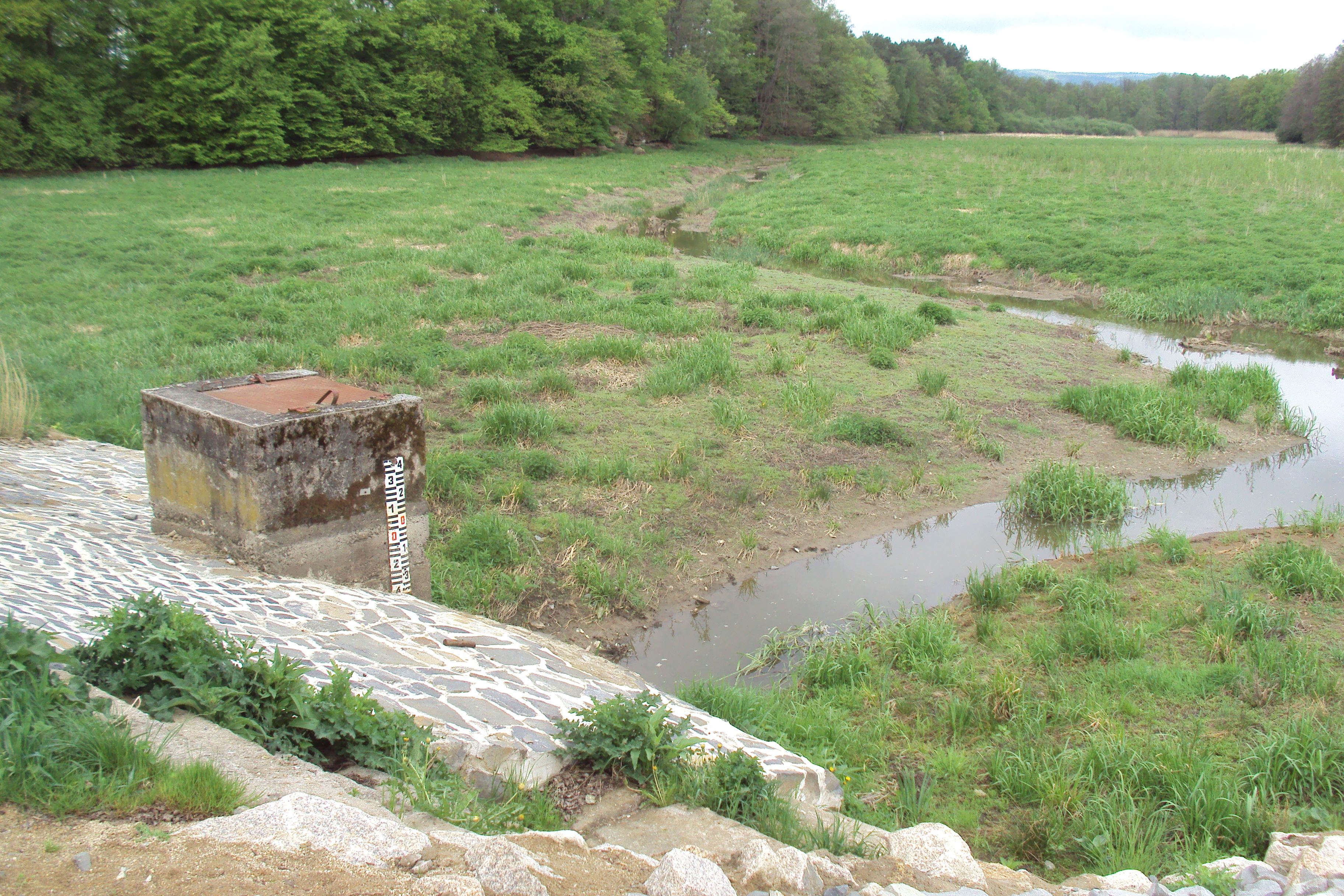
Vypuštěný Hrázský rybník během opravy hráze

Nejbližší zastávka vlaku na trati 087 z České Lípy do Lovosic je v 2 km vzdálených Stvolínkách. Po se červeně značené cestě činí vzdálenost ze Stvolínek 5 km.